# Neck & Wrist
Neck & Wrist è un singolo del rapper statunitense Pusha T, pubblicato nel 2022. Si tratta del terzo singolo estratto dal suo quarto album in studio It's Almost Dry. Il brano vede la partecipazione dei rapper statunitensi Jay-Z e Pharrell Williams, quest'ultimo anche nel ruolo di produttore.

## Tracce
- Download digitale

1. Neck & Wrist (featuring Jay-Z and Pharrell Williams) – 3:29

## Classifiche
| Classifica (2022) | Posizione raggiunta |
| ----------------- | ------------------- |
| Stati Uniti       | 76                  |